# لكمة الغيل (حبيل جبر)

تعديل مصدري - تعديل

لكمة الغيل هي إحدى قرى عزلة حبيل جبر بمديرية حبيل جبر التابعة لمحافظة لحج، بلغ تعداد سكانها 46 نسمة حسب تعداد اليمن لعام 2004.